# عمرمجيد (ساة)
'

تعديل مصدري - تعديل

عمرمجيد هي إحدى قرى عزلة ساه بمديرية ساة التابعة لمحافظة حضرموت، بلغ تعداد سكانها 52 نسمة حسب تعداد اليمن لعام 2004.